# Tit Cesi Taurí
Tit Cesi Taurí, en llatí Titus Caesius Taurinus, fou un poeta romà probablement del segle iv.
És conegut només com l'autor d'un poema en vint-i-tres línies hexàmetres titulat Votum Fortunae, i comunament Votum Fortunae Praenestinae, que es conserva al Palazzo Baronale de Praeneste i que parla del temple de la Fortuna al fòrum romà. Consta a l'Antologia llatina.